# Togo Palazzi
Togo Anthony Palazzi (Union City, Nueva Jersey, 8 de agosto de 1932-12 de agosto de 2022) fue un jugador de baloncesto estadounidense que disputó 6 temporadas en la NBA. Con 1,93 metros de estatura, jugaba en la posición de alero. En su etapa universitaria fue campeón del NIT en 1954, siendo elegido mejor jugador del torneo.

## Trayectoria deportiva

### Universidad
Red Auerbach, el que fuera mítico entrenador y presidente de los Boston Celtics, en su etapa de entrenador asistente en la Universidad de Duke trató de reclutar a Palazzi para los Blue Devils, pero sin embargo, siguiendo los consejos de su madre, éste aceptó ir a jugar con los Crusaders del College of the Holy Cross. Allí permaneció entre 1950 y 1954, promediando en total 24,8 puntos y 13,5 rebotes por partido. En su última temporada fue el capitán de su equipo, al que ayudó a conquistar el título del NIT, siendo elegido mejor jugador del torneo. Fue además el segundo mejor reboteador del equipo, tras Tom Heinsohn. Fue incluido en el tercer equipo All-American de esa temporada.

### Profesional
Fue elegido en la quinta posición de la primera ronda del Draft de la NBA de 1954 por Boston Celtics, entrenados precisamente por Red Auerbach. En su primera temporada fue suplente de Frank Ramsey, jugando apenas 9 minutos y medio por partido, promediando 4,7 puntos y 2,8 rebotes por encuentro. Su segunda temporada fue similar, siendo uno de los hombres menos utilizados por Auerbach. a pesar de ello, sus promedios subieron hasta los 6,0 puntos y 2,9 rebotes por partido.
Mediada la temporada 1956-57, Palazzi fue cortado por el equipo, debido a la incorporación de Bill Russell. Auerbach le llamó a su despacho para comunicárselo: 

Togo, tenemos que incluirte en la lista de jugadores inactivos. Hay que hacer hueco para un tipo llamado Russell.

 Esa temporada, los Celtics conseguirían el anillo de campeones de la NBA, pero Palazzi ya había sido traspasado a los Syracuse Nationals. Años más tarde recordaría aquella etapa con tristeza:

Estaba triste por tener que dejar Boston y no poder seguir saliendo con Heinshon y Cousy cada día, pero quería demostrarme a mí mismo que podía ser un jugador de la NBA, y así lo hice. Jugué mis mejores partidos con ellos (los Nationals), y probablemente hice lo correcto, ya que prolongué mi vida profesional de tres a seis años.

 Allí se encontró con más minutos de juego, con Paul Seymour en el banquillo como entrenador,y con jugadores como Dolph Schayes, Red Kerr, Larry Costello, George Yardley o Hal Greer como compañeros, promediando durante el resto de la temporada 10,7 puntos y 4,5 rebotes por partido.
Jugó durante tres temporadas más con los Nationals, siempre con el rol de suplente, a pesar de ser uno de los mejores jugadores en lo que a aportación por minutos de juego se refiere. Se retiró al finalizar la temporada 1959-60, a los 27 años de edad. En el total de su carrera profesional promedió 7,4 puntos y 3,4 rebotes por partido. De haber tenido 36 minutos de juego por partido, sus estadísticas hubieran sido de 19,7 puntos y 9,2 rebotes, lo que da idea de lo infravalorado que estuvo el jugador.

#### Estadísticas

##### Temporada regular
| Temp.   | Edad | Equipo             | Liga | P   | TIT | MIN  | TC  | TCA  | %TC  | 3P | 3PA | %3P | TL  | TLA | %TL  | R.OF. | R.DEF. | REB | ASIS | ROB | TAP | PER | FP  | PTS  |
| 1954-55 | 22   | Boston Celtics     | NBA  | 53  |     | 9.5  | 1.9 | 4.8  | .399 |    |     |     | 0.8 | 1.1 | .750 |       |        | 2.8 | 0.6  |     |     |     | 1.1 | 4.7  |
| 1955-56 | 23   | Boston Celtics     | NBA  | 63  |     | 11.2 | 2.3 | 5.9  | .389 |    |     |     | 1.3 | 2.0 | .685 |       |        | 2.9 | 0.7  |     |     |     | 1.4 | 6.0  |
| 1956-57 | 24   | TOTAL              | NBA  | 63  |     | 16.1 | 3.3 | 9.1  | .368 |    |     |     | 2.2 | 2.8 | .777 |       |        | 4.2 | 0.8  |     |     |     | 1.9 | 8.8  |
| 1956-57 | 24   | Boston Celtics     | NBA  | 21  |     | 11.1 | 2.0 | 5.6  | .347 |    |     |     | 1.1 | 1.5 | .719 |       |        | 3.6 | 0.4  |     |     |     | 1.1 | 5.0  |
| 1956-57 | 24   | Syracuse Nationals | NBA  | 42  |     | 18.6 | 4.0 | 10.8 | .373 |    |     |     | 2.7 | 3.4 | .790 |       |        | 4.5 | 1.0  |     |     |     | 2.2 | 10.7 |
| 1957-58 | 25   | Syracuse Nationals | NBA  | 67  |     | 14.9 | 3.4 | 8.6  | .394 |    |     |     | 1.8 | 2.6 | .719 |       |        | 3.6 | 0.6  |     |     |     | 1.9 | 8.6  |
| 1958-59 | 26   | Syracuse Nationals | NBA  | 71  |     | 14.8 | 3.4 | 8.6  | .392 |    |     |     | 1.6 | 2.2 | .728 |       |        | 3.7 | 0.9  |     |     |     | 2.5 | 8.4  |
| 1959-60 | 27   | Syracuse Nationals | NBA  | 7   |     | 10.0 | 1.9 | 5.9  | .317 |    |     |     | 0.6 | 1.1 | .500 |       |        | 2.0 | 0.4  |     |     |     | 1.0 | 4.3  |
| Total   |      |                    | NBA  | 324 |     | 13.4 | 2.9 | 7.5  | .386 |    |     |     | 1.6 | 2.1 | .730 |       |        | 3.4 | 0.7  |     |     |     | 1.8 | 7.4  |

##### Playoffs
| Temp.   | Edad | Equipo             | Liga | P  | MIN | TCA | TC  | 3PA | 3P | TLA | TL | R.OF. | REB | ASIS | ROB | TAP | PER | FP | PTS | %TC  | %3P | %FT  | MIN  | PTS | REB | AST |
| 1954-55 | 22   | Boston Celtics     | NBA  | 5  | 30  | 12  | 24  |     |    | 5   | 10 |       | 14  | 1    |     |     |     | 7  | 29  | .500 |     | .500 | 6.0  | 5.8 | 2.8 | 0.2 |
| 1955-56 | 23   | Boston Celtics     | NBA  | 2  | 7   | 1   | 5   |     |    | 0   | 0  |       | 2   | 0    |     |     |     | 1  | 2   | .200 |     |      | 3.5  | 1.0 | 1.0 | 0.0 |
| 1956-57 | 24   | Syracuse Nationals | NBA  | 5  | 87  | 19  | 49  |     |    | 7   | 9  |       | 18  | 5    |     |     |     | 11 | 45  | .388 |     | .778 | 17.4 | 9.0 | 3.6 | 1.0 |
| 1957-58 | 25   | Syracuse Nationals | NBA  | 3  | 25  | 3   | 14  |     |    | 3   | 6  |       | 4   | 0    |     |     |     | 4  | 9   | .214 |     | .500 | 8.3  | 3.0 | 1.3 | 0.0 |
| 1958-59 | 26   | Syracuse Nationals | NBA  | 8  | 67  | 13  | 44  |     |    | 10  | 14 |       | 21  | 6    |     |     |     | 10 | 36  | .295 |     | .714 | 8.4  | 4.5 | 2.6 | 0.8 |
| Total   |      |                    | NBA  | 23 | 216 | 48  | 136 |     |    | 25  | 39 |       | 59  | 12   |     |     |     | 33 | 121 | .353 |     | .641 | 9.4  | 5.3 | 2.6 | 0.5 |

## Vida posterior
En los años 70, fue entrenador asistente de los Crusaders de Holy Cross durante 8 temporadas, y posteriormente se hizo cargo como entrenador principal del equipo femenino de la universidad, durante 5 temporadas más. En la actualidad reside en Southboro, Massachusetts, y tiene seis hijos, cinco de los cuales han jugado a baloncesto a nivel universitario (su hija Mary Ann lo hizo para él en Holy Cross), y 9 nietos. Continúa involucrado en el baloncesto, ya que durante los últimos ocho años ha organizado el denominado Togo Palazzi/Sterling Recreation Basketball Camp, un campamento deportivo de verano en la ciudad de Sterling, Massachusetts.